# The Complainer & The Complainers
The Complainer & the Complainers – polska grupa muzyczno-wizualna. Powstała początkowo jako projekt solowy z inicjatywy pochodzącego z Katowic, artysty Wojciecha Kucharczyka. 
W 2007 roku ukazał się album TC&TCS zatytułowany The Complainer & The Complainers. Wydawnictwo ukazało się nakładem należącej do Kucharczyka wytwórni muzycznej Mik Music. W 2008 roku nakładem Mystic Production ukazało się kolejne wydawnictwo zespołu pt. Power, Joy, Happiness, Fame. Na albumie gościnnie wystąpił kwartet smyczkowy O'SKUAd string quartet oraz Artur Rojek lider grupy Myslovitz, który zaśpiewał w trzech utworach.
Grupa odbyła szereg koncertów m.in. na festiwalach Off Festival w Mysłowicach, Pulse w Londynie, Nowa Muzyka Festiwal w Cieszynie, New! New! Festiwal w Brnie, Skif Festival w Petersburgu, Transvizualia w Gdyni czy Unsound w Krakowie.
Ostatnim wydawnictwem The Complainer była płyta „The Shrine 2” (2012) z coverami piosenek z lat 80..

## Muzycy
Źródło.
- Wojciech Kucharczyk (The Complainter) - wokal, perkusja, efektor
- Paweł Trzcinski - laptop, keyboard, perkusja, wokal
- Joanna Bronislawska - gitara, perkusja, wokal
- Marcin Zarzeka - wizualizacje analogowe

## Dyskografia
Źródło.
- Be My Boney M of Love (2005, digital download)
- sponsored by *retro*sex*galaxy* (2005, Mik Musik)
- Mastered At The Dusk EP (2007, digital download)
- The Complainer & The Complainers (2007, Mik Musik)
- Power, Joy, Happiness, Fame (2008, Mystic Production, MYSTCD065)

## Nagrody i wyróżnienia
- 2009 Nominacja do nagrody Nocne Marki w kategorii Najlepsza Trasa Koncertowa[2].